# والتر فارلي
والتر فارلي (بالإنجليزية: Walter Farley)‏ هو كاتب سيناريو وكاتب للأطفال وكاتب أمريكي، ولد في 26 يونيو 1915 في سيراكيوز في الولايات المتحدة، وتوفي في 16 أكتوبر 1989 في ساراسوتا في الولايات المتحدة بسبب سرطان.

## وصلات خارجية
- والتر فارلي على موقع IMDb (الإنجليزية)
- والتر فارلي على موقع أول موفي (الإنجليزية)
- والتر فارلي على موقع قاعدة بيانات الفيلم (الإنجليزية)